# پادشاهی هانوفر
پادشاهی هانوفر (به آلمانی: Königreich Hannover) در سال ۱۸۱۴ میلادی ( ۱۱۹۳هجری شمسی ) توسط کنگرهٔ وین و با بازگرداندن قلمرو هانوفر به جرج سوم بعد از اتمام جنگ‌های ناپلئونی پایه‌گذاری شد. سلطنت این پادشاهی در اختیار دودمان هانوور بود و تا سال ۱۸۳۷ در اتحاد شخصی با پادشاهی متحد بریتانیای کبیر و ایرلند قرار داشت. در سال ۱۸۳۷ و با درگذشت ویلیام چهارم و به سلطنت رسیدن ملکه ویکتوریا در پادشاهی متحد، به دلیل آن‌که قوانین هانوور به زنان اجازه سلطنت نمی‌دادند ارنست آگوستوس در هانوور به سلطنت رسید و اتحاد شخصی لغو گردید. هانوور در سال ۱۸۶۶ توسط پادشاهی پروس فتح شد و به یکی از استان‌های پروس تبدیل شد و نهایتاً در ۱۸۷۱ طی یگانگی آلمان به همراه باقی پروس بخشی از امپراتوری آلمان شد.